# Gwoyeu Romatzyh

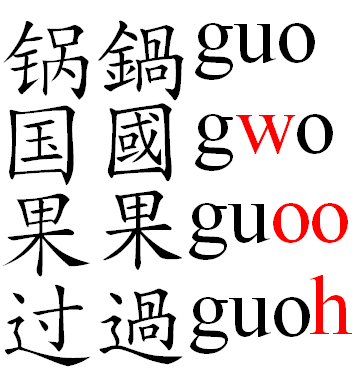
Przykłady zapisu w Gwoyeu Romatzyh czterech różnych tonów dla tej samej sylaby "guo"

Gwoyeu Romatzyh (chiń. upr. 国语罗马字; chiń. trad. 國語羅馬字; pinyin Guóyǔ Luómǎzì, dosłownie „romanizacja języka narodowego”) – system transkrypcji języka mandaryńskiego, opracowany przez Zhao Yuanrena i rozwinięty przez grupę chińskich językoznawców w latach 1925-1926. Przy użyciu tego systemu opublikowano szereg podręczników i słowników. 

## Charakterystyka
Szczególną cechą Gwoyeu Romatzyh jest oddanie tonów języka chińskiego przy pomocy różnych sposobów zapisu tej samej sylaby np. ai, air, ae i ay. Inne systemy wykorzystują w tym celu bądź znaki diakrytyczne, jak np. pinyin: āi, ái, ǎi, ài lub cyfry umieszczane po każdej sylabie, np. Wade-Giles: ai1, ai2, etc.).

## Historia
W roku 1928 Chiny przyjęły Gwoyeu Romatzyh jako oficjalny system latynizacji języka mandaryńskiego, wykorzystując go np. w słownikach. System nie spotkał się jednak z uznaniem ze względu na swą złożoność. Drugą przyczyną było skupienie się na standardzie opartym na dialekcie pekińskim, który wówczas nie był jeszcze tak rozpowszechniony. Gwoyeu Romatzyh został w końcu zarzucony na korzyść konkurencyjnego pinyinu, lecz do tej pory istnieją pewne jego pozostałości np. w sposobie zapisu nazwy prowincji Shaanxi (Shǎnxī). Nazwa ta zapisywana w pinyinie bez użycia znaków diakrytycznych byłaby nie do odróżnienia od nazwy prowincji Shanxi (Shānxī).
Po utworzeniu Chińskiej Republiki Ludowej system Gwoyeu Romantzyh został zarzucony i w latach 50. zastąpiony systemem hanyu pinyin. Na Tajwanie – mimo swojego skomplikowania sprawiającego, że w praktyce nie był stosowany – pozostał oficjalnym systemem aż do 1986 roku, kiedy to wprowadzono transkrypcję MPS II.

## Przykłady
| Chińskie znaki  | 你是一个中国人吗？             |
| --------------- | ------------------------------ |
| Gwoyeu Romatzyh | Nii shyh igeh Jornggwo ren ma? |
| Pinyin          | Nǐ shì yīgè Zhōngguó rén ma?   |
| Polski          | Czy jesteś Chińczykiem?        |

| Chińskie znaki  | 李美花下个星期要去山西还是陕西？                                    |
| --------------- | ------------------------------------------------------------------- |
| Gwoyeu Romatzyh | Lii Meeihua shiah geh shingchyi yaw chiuh Shanxi hairshih Shaanxi?  |
| Pinyin          | Lǐ Měihuā xià gè xīngqí yào qù Shānxī háishì Shǎnxī?                |
| Polski          | Czy Li Meihua udaje się do Shanxi czy Shaanxi w przyszłym tygodniu? |